# Гілфорд Тауншип (округ Франклін, Пенсільванія)
Гілфорд Тауншип (англ. Guilford Township) — селище (англ. township) в США, в окрузі Франклін штату Пенсільванія. Населення — 14 627 осіб (2020).

## Демографія
Згідно з переписом 2010 року, у селищі мешкала 14 531 особа в 5802 домогосподарствах у складі 4295 родин. Було 6106 помешкань
Расовий склад населення:
| - 93,2 % — білих - 2,7 % — чорних або афроамериканців - 0,9 % — азіатів - 0,2 % — корінних американців - 1,6 % — осіб інших рас |

До двох чи більше рас належало 1,3 %. Частка іспаномовних становила 3,7 % від усіх жителів.
За віковим діапазоном населення розподілялося таким чином: 21,0 % — особи молодші 18 років, 56,2 % — особи у віці 18—64 років, 22,8 % — особи у віці 65 років та старші. Медіана віку мешканця становила 45,5 року. На 100 осіб жіночої статі у селищі припадало 97,4 чоловіків;  на 100 жінок у віці від 18 років та старших — 94,0 чоловіків також старших 18 років.
Середній дохід на одне домашнє господарство  становив 73 744 долари США (медіана — 62 461), а середній дохід на одну сім'ю — 80 067 доларів (медіана — 68 833). Медіана доходів становила 45 374 долари для чоловіків та 43 204 долари для жінок. За межею бідності перебувало 6,6 % осіб, у тому числі 7,5 % дітей у віці до 18 років та 3,2 % осіб у віці 65 років та старших.
Цивільне працевлаштоване населення становило 7090 осіб. Основні галузі зайнятості: освіта, охорона здоров'я та соціальна допомога — 26,8 %, виробництво — 15,8 %, роздрібна торгівля — 13,7 %.